# کواکر کمیکال
کواکر کمیکال (انگلیسی: Quaker Chemical) شرکت صنایع شیمیایی آمریکایی است، که در سال ۱۹۱۸ تأسیس شد.